# Emma Moffatt
Emma Moffatt (Moree, 7 de setembro de 1984) é uma triatleta profissional australiana. 

## Carreira
Emma Moffatt medalhista olímpica de bronze em Pequim 2008, campeã mundial da ITU em 2009 e 2010.